# Campionatul European de Cros din 1998
A 5-a ediție a Campionatului European de Cros s-a desfășurat pe 13 decembrie 1998 la Ferrara, Italia.  Au participat 287 de sportivi din 26 de țări.

## Rezultate

### Masculin
| Loc | Sportiv              | Timp  |
| --- | -------------------- | ----- |
|     | Serghei Lebid        | 28:07 |
|     | Mohammed Mourhit     | 28:08 |
|     | Driss El Himer       | 28:16 |
| 4   | Günther Weidlinger   | 28:17 |
| 5   | Carsten Jørgensen    | 28:18 |
| 6   | Eduardo Henriques    | 28:25 |
| 7   | Giuliano Battocletti | 28:36 |
| 8   | Manuel Pancorbo      | 28:40 |
| 9   | Julio Rey            | 28:41 |
| 10  | Keith Cullen         | 28:41 |

| Loc | Țară | Puncte                    |
| --- | --- | ------------------------- |
|     | Italia Giuliano Battocletti Gabriele De Nard Umberto Pusterla Gennaro Di Napoli Luciano Di Pardo Francesco Bennici | 53 7 12 15 19 (32) (59)   |
|     | Portugalia Eduardo Henriques Paulo Guerra João Junqueira José Ramos Alberto Chaíça Alberto Maravilha               | 55 6 11 14 24 (26) (40)   |
|     | Spania Manuel Pancorbo Julio Rey Martín Fiz Fabián Roncero Pedro Trejo                                             | 68 8 09 13 38 (46)        |
| 4   | Regatul Unit Keith Cullen Dominic Bannister Christian Stephenson Neil Caddy Glynn Tromans Glen Stewart             | 91 10 18 22 41 (47) (51)  |
| 5   | Franța Driss El Himer Bertrand Fréchard Mohamed Ezzher Mokhtar Benhari Khalid Zoubaa Augusto Gomes                 | 92 3 20 27 42 (61) (77)   |
| 6   | Irlanda Martin McCarthy Peter Matthews Noel Berkeley Cormac Finnerty Noel Cullen Seamus Power                      | 108 16 21 35 36 (37) (45) |

### Feminin
| Loc   | Sportivă                 | Timp  |
| ----- | ------------------------ | ----- |
|       | Paula Radcliffe          | 18:07 |
|       | Annemari Sandell         | 18:10 |
|       | Olivera Jevtić           | 18:11 |
| 4     | Fernanda Ribeiro         | 18:19 |
| 5     | Helena Sampaio           | 18:26 |
| 6     | Yanna Belkacem           | 18:42 |
| 7     | Albertina Dias           | 18:46 |
| 8     | María Luisa Larraga      | 18:49 |
| 9     | Zahia Dahmani            | 18:50 |
| 10    | Fatima Maama-Yvelain     | 18:52 |
| [...] |                          |       |
| 12    | Cristina Iloc            | 18:53 |
| 13    | Constantina Diță-Tomescu | 18:53 |
| 16    | Luminița Gogîrlea        | 18:57 |
| 20    | Olimpia Pop              | 19:08 |

| Loc | Țară                                                                                         | Puncte               |
| --- | -------------------------------------------------------------------------------------------- | -------------------- |
|     | Portugalia Fernanda Ribeiro Helena Sampaio Albertina Dias Ana Dias Cláudia Pereira           | 16 4 5 7 (11) (32)   |
|     | Franța Yanna Belkacem Zahia Dahmani Fatima Maama-Yvelain Charlotte Audier Chantal Dällenbach | 25 06 9 10 (14) (18) |
|     | România · Cristina Iloc · Constantina Diță-Tomescu · Luminița Gogîrlea · Olimpia Pop         | 41 12 13 16 (20)     |
| 4   | Spania María Luisa Larraga Amaia Piedra Ana Isabel Gimeno María Abel Ana Isabel Alonso       | 54 8 19 27 (36) (46) |
| 5   | Regatul Unit Paula Radcliffe Alison Wyeth Hayley Nash Lucy Elliott Helen Pattinson           | 55 1 26 28 (37) (39) |
| 6   | Germania Michaela Möller Irina Mikitenko Sylvia Nußbeck Susanne Ritter                       | 71 17 24 30 (41)     |

### Juniori
| Loc   | Sportiv            | Timp  |
| ----- | ------------------ | ----- |
|       | Yousef El Nasri    | 16:50 |
|       | Ovidiu Tat         | 16:51 |
|       | Gareth Turnbull    | 16:55 |
| 4     | Sam Haughian       | 16:57 |
| 5     | Ivan Heșko         | 17:02 |
| 6     | Mustafa Mohamed    | 17:02 |
| 7     | Miguel Angel Pinto | 17:07 |
| 8     | Filipe Pedro       | 17:11 |
| 9     | Peter Riley        | 17:15 |
| 10    | Yusuf Zepak        | 17:20 |
| [...] |                    |       |
| 16    | Radu Stroia        | 17:26 |
| 18    | Vasile Ardelean    | 17:27 |
| 48    | Vasil Toader       | 17:53 |
| 51    | Ionuț Bură         | 17:57 |

| Loc | Țară                                                                                       | Puncte                |
| --- | ------------------------------------------------------------------------------------------ | --------------------- |
|     | Spania Yousef El Nasri Miguel Angel Pinto Raúl Moya Rafael Iglesias Sergio Gallardo        | 28 1 7 20 (35) (37)   |
|     | Regatul Unit Sam Haughian Peter Riley Christopher Thompson Christopher Livesey             | 30 4 9 17 (40)        |
|     | România · Ovidiu Tat · Radu Stroia · Vasile Ardelean · Vasil Toader · Ionuț Bură           | 48 10 15 23 (48) (51) |
| 4   | Suedia Mostafa Mohamed Henrik Skoog Björn Bergström Johan Bergström Erik Petersson         | 45 6 11 28 (39) (63)  |
| 5   | Ucraina Ivan Heșko Dmitro Ostrovsk Vasil Țikalo                                            | 52 5 15 32            |
| 6   | Italia Pasquale Zammataro Giovanni Gualdi Roberto Delsoglio Lorenzo Cannata Fabio Lettieri | 54 14 19 21 (50) (77) |

### Junioare
| Loc   | Sportivă             | Timp  |
| ----- | -------------------- | ----- |
|       | Katalin Szentgyörgyi | 11:51 |
|       | Inês Monteiro        | 11:58 |
|       | Sonja Stolić         | 12:03 |
| 4     | Sibel Özyurt         | 12:04 |
| 5     | Nuray Tezeta Sürekli | 12:09 |
| 6     | Tinneke Boonen       | 12:19 |
| 7     | Sonja Roman          | 12:20 |
| 8     | Helena Volná         | 12:22 |
| 9     | Ionela Bungărdean    | 12:23 |
| 10    | Rosa Morató          | 12:25 |
| [...] |                      |       |
| 15    | Mihaela Bălăucă      | 12:32 |
| 25    | Bianca Cojocar       | 12:03 |
| 40    | Angela Teodorașcu    | 12:56 |
| 40    | Maria Danci          | 12:56 |

| Loc | Țară                                                                                             | Puncte                |
| --- | ------------------------------------------------------------------------------------------------ | --------------------- |
|     | Turcia Sibel Özyurt Nuray Tezeta Sürekli Türkan Erişmiş Ayfer Yigit                              | 20 4 5 11 (48)        |
|     | Belgia · Tinneke Boonen · Mélissa Benoumeur · Catherine Lallemand · Veerle van der Heijden       | 46 6 19 21 (36)       |
|     | România · Ionela Bungărdean · Mihaela Bălăucă · Bianca Cojocar · Angela Teodorașcu · Maria Danci | 49 09 15 25 (40) (42) |
| 4   | Spania Rosa Morató Irene Alfonso Vanessa Veiga Ana Castro Gemma Masnou                           | 56 10 20 26 (34) (46) |
| 5   | Portugalia Inês Monteiro Jéssica Augusto Madalena Carriço Susana Adelino Filipa Coelho           | 58 2 12 44 (45) (63)  |
| 6   | Germania Melanie Schulz Sabrina Mockenhaupt Judith Heinze Ulrike Leitheim Sabine Wolf            | 58 13 17 28 (53) (58) |

## Clasament pe medalii
| Loc   | Țară                 | Aur | Argint | Bronz | Total |
| ----- | -------------------- | --- | ------ | ----- | ----- |
| 1     | Spania               | 2   | 0      | 1     | 3     |
| 2     | Portugalia           | 1   | 2      | 0     | 3     |
| 3     | Regatul Unit         | 1   | 1      | 0     | 2     |
| 4     | Italia               | 1   | 0      | 0     | 1     |
| 4     | Ungaria              | 1   | 0      | 0     | 1     |
| 4     | Turcia               | 1   | 0      | 0     | 1     |
| 4     | Ucraina              | 1   | 0      | 0     | 1     |
| 8     | Belgia               | 0   | 2      | 0     | 0     |
| 9     | România              | 0   | 1      | 3     | 4     |
| 10    | Franța               | 0   | 1      | 1     | 2     |
| 11    | Finlanda             | 0   | 1      | 0     | 1     |
| 12    | Serbia și Muntenegru | 0   | 0      | 2     | 2     |
| 13    | Irlanda              | 0   | 0      | 1     | 1     |
| Total | Total                | 8   | 8      | 8     | 24    |